# American Equal Rights Association
American Equal Rights Association (AERA), var en organisation för alla medborgares likställighet i USA, aktiv mellan 1866 och 1870.
AERA bildades när National Women's Rights Convention:s elfte och sista kongress omvandlade sig till organisationen. Dess syfte var att verka för alla amerikanska medborgares lika rättigheter oavsett kön och etnicitet. Dess verksamhet sammanföll med avskaffandet av slaveriet och införandet av rösträtt för manliga före detta slavar efter amerikanska inbördeskriget. Dess ansträngningar kom därför att fokusera på färgade män framför kvinnor och därför gjordes en utbrytning av kvinnorättsaktivister som formade New England Woman Suffrage Association (NEWSA), National Woman Suffrage Association (NWSA) och American Woman Suffrage Association (AWSA). 